# Houssame Eddine Benabbou
Houssame Eddine Benabbou Azizi, (Uchda, 25 de mayo de 1993), conocido como Houssame Benabbou, es un atleta español especializado en el campo a través y pruebas de fondos. Nació en Marruecos pero desde muy pequeño se crio en Extremadura (15/06/2000). En el año 2014 obtuvo la nacionalidad española para poder representar a España. Con tan solo 24 años se proclamó Campeón de España de media maratón en 2018 siendo el atleta más joven en la historia de España en conseguir esta hazaña.Al año siguiente en 2019 volvió a proclamarse Campeón de España de media maratón, en 2021 volvió a revalidar su título por tercera vez consecutiva y en el año 2022 y 2023 se proclamó Subcampeón de España. Cinco veces consecutivas consiguiendo subir al poudium, lo que le ha convertido en el atleta español con más medallas en la historia de España en la distancia de media maratón (tres oros y dos platas). Es el vigente Campeón de Europa de 50km en ruta en 2022 y además ese mismo año consiguió ser el tercer mejor ultrafondista del mundo por la International Association of Ultrarunners. Ha sido internacional absoluto con la selección española en 9 ocasiones y lideró a la selección en el Campeonato del Mundo  de media  maratón en Valencia. Posee una marca personal de 1:02’:01”  en media maratón y 2:10’:45” en maratón. Este último lo logró en su debut en la distancia en Valencia, registro con el que consiguió hacer la marca mínima para los Juegos Olímpicos de Tokio 2020 en maratón. Es Técnico Deportivo Superior por el Consejo Superior de Deportes, Técnico Deportivo en Atletismo Nivel II y Entrenador Nacional de Atletismo por la Real Federación Española de Atletismo. Desde el año 2020 está trabajando para  el Comité Olímpico Español en el programa <TODOS OLÍMPICOS> . Actualmente está patrocinado por la Fundación Jóvenes y Deporte y las marcas deportivas JomaSport y 42k Running. Su entrenador es José Luis Mareca Aparicio

## Trayectoria[4]
Por equipos
- Campeón de Europa de Campo a través con la selección española sub-23 en 2015 Hyéres(Francia)
- Campeón de España de Clubes de Campo a través en 2015 (Cáceres)
- Subcampeón de España de Clubes de Campo a través en 2016 (La Zarzuela, Madrid) y 2017 (Oropesa del mar)
- Medalla de bronce de España de Clubes de Campo a través en 2018 (Gijón)

Nacional
- Subcampeón de España 2023 de Medio Maratón absoluto en Santander
- Subcampeón de España 2022  de Medio Maratón absoluto Paterna ( Valencia )
- Medalla de Bronce  en el Campeonato de España 2022 de Maratón en Zaragoza.
- Campeón de España absoluto de Medio Maratón en Oruña de Piélagos (2021)
- Campeón de España absoluto de Medio Maratón en Sant Cugat (2019)
- Campeón de España absoluto de Medio Maratón en Melilla (2018)
- Campeón de España Junior de 5000 m (2012)
- Campeón de España Junior de 3000 m en pista cubierta (2012)
- Campeón de España sub-18 de campo a través (2010)
- Campeón de España sub-16 de 3000 m al aire libre (2008)

No obstante, también ha conseguido otros logros en categoría sub-23 (fue primero en el campeonato de España de Mérida en 2014) pero al no tener aún la nacionalidad española, no se le consideró como tal.
Internacional
- Campeón de Europa de 50km en ruta Sotillo de la Adrada (Ávila)
- Medalla de bronce en los Juegos del Mediterráneo sub-23 en Aubagne
- Nueve veces internacional con la selección española.
- Tercer mejor ultrafondista del Mundo por la IAU ( Asociattion International Ultrarruners)

Resultados destacados
- 1.er clasificado en el VI Cross Nacional Ciudad de Palencia Mariano Haro (2018)
- 1.er clasificado español en la Movistar Media Maratón de Madrid y en la Media Maratón Internacional de Albacete (2018)
- 1.er clasificado en XL Gran Fondo Internacional de Siete Aguas (2019)
- 2.º clasificado la Media Maratón de Karlovy Vary (República Checa) en 2018, categoría ‘etiqueta de oro’
- 2.º clasificado Carrera Liberty de Madrid (2018)
- 2.º clasificado en el XXXI Cross de Aranda de Duero (2017)
- 2.º clasificado en el Cross Nacional de la Espada Toledana (2016)
- 3.er clasificado en el XLVII Cross Nacional Ayuntamiento de Cantimpalos (2018)
- 3.er clasificado en el XL Cross Nacional San Juan Evangelista en Sonseca (2019)

## Mejores marcas personales
| Superficie | Prueba        | Tiempo (m:s) | Fecha |
| ---------- | ------------- | ------------ | ----- |
| Pista      | 3000 m        | 8:09.29      | 2017  |
| Pista      | 5000 m        | 13:50.97     | 2016  |
| Pista      | 10000 m       | 29:26.09”    | 2016  |
| Ruta       | Media maratón | 1h 02:01”    | 2019  |
| Ruta       | Maratón       | 2h 10:45”    | 2019  |
| Ruta       | 50km          | 2h 49:20”    | 2022  |